# Louis Persent
Louis Persent (ur. 18 lipca 1990) – brytyjski lekkoatleta specjalizujący się w biegach sprinterskich.
Był członkiem brytyjskiej sztafety 4 x 400 metrów, która zdobyła w Hengelo w 2007 roku mistrzostwo Europy juniorów, a w kolejny sezonie sięgnęła w Bydgoszczy po wicemistrzostwo świata. W 2009 podczas juniorskiego czempionatu Starego Kontynentu wywalczył indywidualnie brąz w biegu na 400 metrów, a sztafeta z jego udziałem ponownie stanęła na najwyższym stopniu podium. 
Rekordy życiowe w biegu na 400 metrów: stadion – 45,77 (2 czerwca 2012, Genewa); hala – 48,36 (11 lutego 2012, Sheffield). 

## Osiągnięcia
| Rok  | Impreza                     | Miejsce   | Konkurencja        | Lokata     | Wynik   |
| ---- | --------------------------- | --------- | ------------------ | ---------- | ------- |
| 2007 | Mistrzostwa Europy juniorów | Hengelo   | sztafeta 4 x 400 m | 1. miejsce | 3:08,21 |
| 2008 | Mistrzostwa świata juniorów | Bydgoszcz | sztafeta 4 x 400 m | 2. miejsce | 3:05,82 |
| 2009 | Mistrzostwa Europy juniorów | Nowy Sad  | bieg na 400 m      | 3. miejsce | 46,82   |
| 2009 | Mistrzostwa Europy juniorów | Nowy Sad  | sztafeta 4 x 400 m | 1. miejsce | 3:07,85 |